# Николај Генадијевич Басов
Николај Генадијевич Басов (рус. Никола́й Генна́диевич Ба́сов; Усмањ, 14. децембар 1922 — Москва, 1. јул 2001) био је совјетски физичар, који је 1964. године, уз Чарлса Таунса и Александра Прохорова, добио Нобелову награду за физику „за фундаментална истражвиња на пољу квантне електронике, што је довело до конструкције осцилатора и појачивача заснованих на масер-ласер принципу”.